# Jack Smight
Jack Smight est un réalisateur américain, né le 9 mars 1925 à Minneapolis, dans le Minnesota, et mort d'un cancer le 1er septembre 2003 à Los Angeles, en Californie (États-Unis).

## Filmographie
- 1949 : One Man's Family (série TV)
- 1959 : Les Dix Commandements (The Ten Commandments) (TV)
- 1960 : Destiny, West! (TV)
- 1961 : The Enchanted Nutcracker (TV)
- 1964 : I'd Rather Be Rich
- 1965 : Le Témoin du troisième jour (The Third Day)
- 1966 : Détective privé (Harper)
- 1966 : Kaleidoscope (ou Le Gentleman de Londres)
- 1968 : Évasion sur commande (The Secret War of Harry Frigg)
- 1968 : Le Refroidisseur de dames (No Way to Treat a Lady)
- 1969 : Strategy of Terror
- 1969 : L'Homme tatoué (The Illustrated Man)
- 1970 : Rabbit, Run (en)
- 1970 : Le Bourreau (The Traveling Executioner)
- 1971 : Columbo : Poids mort (Dead Weigh) (série TV)
- 1972 : L'Enterrée vive (The Screaming Woman) (TV)
- 1972 : Banacek (TV)
- 1972 : The Longest Night (en) (TV)
- 1973 : Partners in Crime (TV)
- 1973 : Double Indemnity (TV)
- 1973 : Linda (TV)
- 1973 : Frankenstein (Frankenstein: The True Story) (TV)[1]
- 1974 : The Man from Independence
- 1974 : 747 en péril (Airport 1975)
- 1976 : La Bataille de Midway (Midway)
- 1977 : Les Survivants de la fin du monde (Damnation Alley)
- 1978 : Roll of Thunder, Hear My Cry (TV)
- 1979 : Fast Break
- 1980 : L'Amour à quatre mains (Loving Couples)
- 1982 : Remembrance of Love (TV)
- 1987 : Number One with a Bullet
- 1989 : La Nuit du sérail (The Favorite) (adaptation du roman de Michel de Grèce La Nuit du sérail)